# Halt
Med halt (uttal [h'alt]) menas mängden av ett visst innehåll. Det uttrycks ofta som ett procenttal. Det har därvid betydelse huruvida mängden av substansen avser volym eller vikt, vilket är avgörande för tolkningen av angiven halt.
Man kan också tala om felhalt, till exempel antalet felaktiga byte i förhållande till totalantalet under en specificerad tidrymd överförda byte i en digital telekommunikation.